# 洛根山
洛根山（英語：Mount Logan）是加拿大的最高峰，也是北美洲第二高峰，海拔5,959公尺（19,551英尺），僅次於迪那利山。洛根山是以威廉·愛德蒙·洛根爵士（William Edmond Logan）來命名，他是一位加拿大的地質學家，也是加拿大地質調查局（Geological Survey of Canada）的創始人。洛根山位於加拿大育空地區南部的克鲁瓦尼国家公园及保留地（Kluane National Park and Reserve）境內，也是哈伯冰河（Hubbard Glacier）及洛根冰河的源頭。除了火山，洛根山的週長是世界上最長的，並擁有11座5,000公尺（16,400英尺）的山峰。

## 高度
人們在1992年之前無法得知洛根山的精確高度，當時洛根山的高度估計介於5,959公尺（19,551英尺）及6,050公尺（19,849英尺）之間。後來加拿大地質調查局的遠征隊在1992年5月登上洛根山，並用全球定位系統測量它的高度為5,959公尺。

## 溫度
洛根山附近非常寒冷，在5,000公尺左右的地方，冬季的溫度大約都在攝氏−45°徘徊；而夏季的平均溫度為攝氏−27°。1991年曾在洛根山記錄到攝氏−77.5°的低溫，這也可能是北半球有史以來的最低溫度。出現這樣低的溫度是否因為它的高海拔所造成的還存有爭議。

## 首次登頂

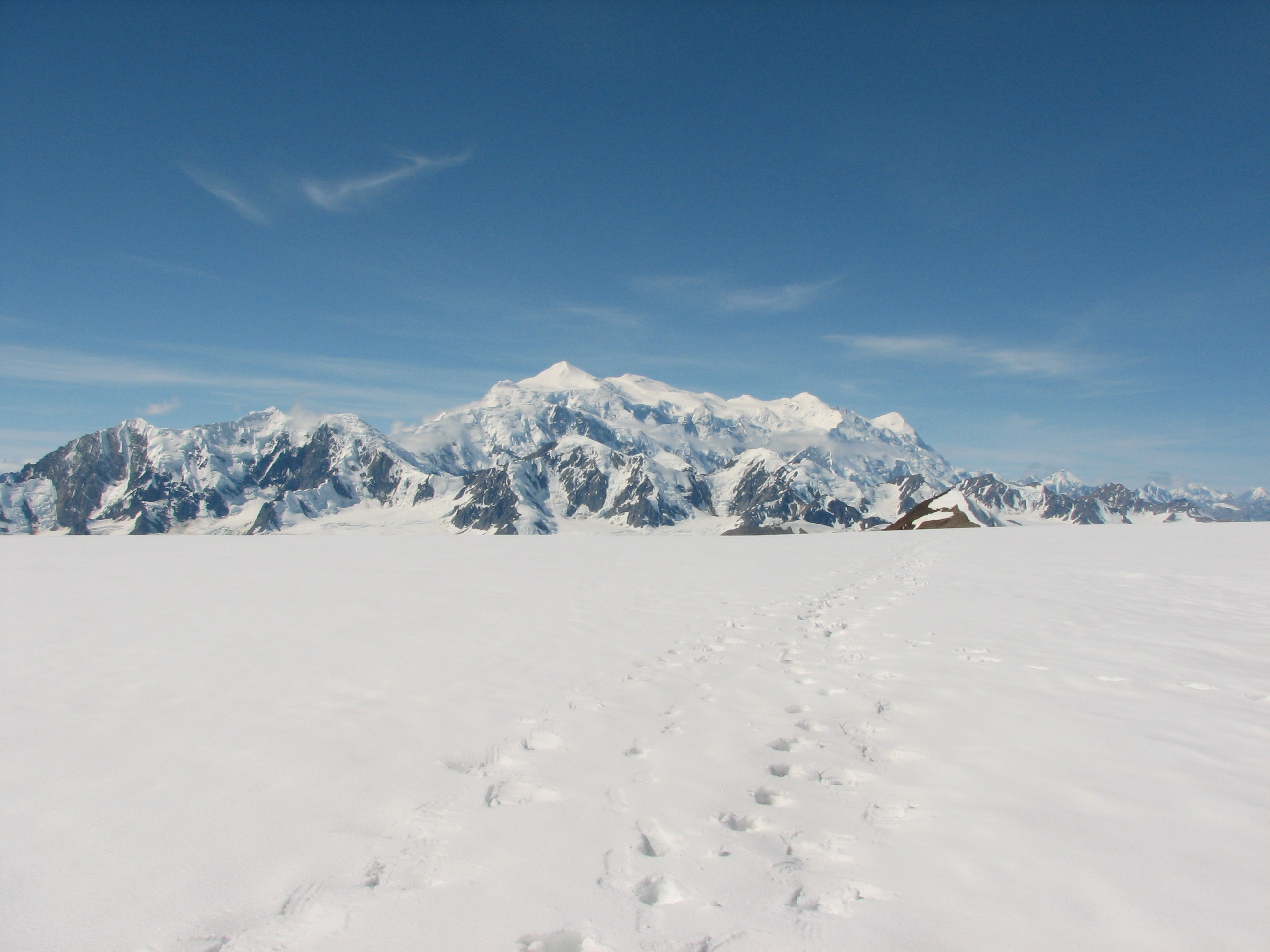
洛根山附近的冰川

在1922年，有一位地質學家加入加拿大阿爾卑斯俱樂部，並建議俱樂部派遣一組隊伍嘗試首次登頂。於是英國人、加拿大人及美國人組成一支國際登山隊伍，並計劃在1924年攀登洛根山，但後來計畫延遲到1925年。這支隊伍於1925年5月初開始進行攀登洛根山的計畫，並搭乘火車沿著太平洋海岸抵達洛根山。然後他們徒步前進200公里，並在距離洛根冰河10公里處建立基地營。在1925年6月23日下午，亞伯特·H·麥卡尼率領隊伍首次登頂洛根山。

## 名稱
前加拿大總理皮埃爾·特魯多的親密好友讓·克雷蒂安曾經考慮將洛根山重新命名為特魯多山，但是後來因為遭受到育空人、登山者、地質學家、特魯多的政敵及許多加拿大人的反對，因此這項提議並未實現。後來不列顛哥倫比亞卡里布山脈（Cariboo Mountains）的其中一座山以皮埃爾·特魯多命名為皮埃爾·特魯多山。

## 山難
有3名搜救隊登山者在2005年5月底於洛根山發生山難，後來被一組由加拿大人及美國人組成的搜救隊伍解救下山，並護送他們前往阿拉斯加州的安克拉治治療凍瘡。諷刺的是，發生山難的登山客通常都是搜救隊員。

## 外部連結
- Mount Logan on Peakware - 圖片
- Map showing location of Mount Logan （页面存档备份，存于） in the Saint Elias Range
- 2009 Trip Report （页面存档备份，存于）